# Zoonavena
Zoonavena – rodzaj ptaków z podrodziny jerzyków (Apodinae) w rodzinie jerzykowatych (Apodidae).

## Zasięg występowania
Rodzaj obejmuje gatunki występujące na wyspach wokół Afryki i w Azji Południowej.

## Morfologia
Długość ciała 10–12 cm; masa ciała 8–13 g.

## Systematyka

### Etymologia
- Zoonavena: rodzaj Zoonava Mathews, 1914 (salangana); łac. przyrostek -ena „w odniesieniu do, dotyczące”[5].
- Indicapus: łac. Indicus „Hindus, hinduski”, od India Indie; rodzaj Apus Scopoli, 1777 (jerzyk)[6]. Gatunek typowy: Acanthylis sylvatica Tickell, 1846.

### Podział systematyczny
Do rodzaju należą następujące gatunki:
- Zoonavena grandidieri (Verreaux, J, 1867) – kolcosternik malgaski
- Zoonavena thomensis (Hartert, E, 1900) – kolcosternik wyspowy
- Zoonavena sylvatica (Tickell, 1846) – kolcosternik białorzytny